# Bundesfachschule für Betriebswirtschaft im Kraftfahrzeuggewerbe
Die Bundesfachschule für Betriebswirtschaft im Kraftfahrzeuggewerbe e. V. (BFC) ist eine private Fachschule in Northeim, Niedersachsen. Im Sinne des Schulrechts ist sie eine staatlich anerkannte Ergänzungsschule.

## Träger und Förderverein
Die BFC ist eine gemeinnützige Einrichtung. Träger sind der Zentralverband Deutsches Kraftfahrzeuggewerbe (ZDK) und die Kfz-Landesverbände.
Der BFC-Förderverein wurde im Februar 1980 gegründet und umfasst heute mehr als 200 Mitglieder. Dies sind Kfz-Landesverbände und Kfz-Innungen, Fabrikatshändlerverbände sowie ehemalige BFC-Schüler. Der Verein wird ehrenamtlich von Geschäftsführer und Vorstand geführt. Mit den Förderbeiträgen werden Lehr- und Lernmittel finanziert.

## Geschichte
Adelbert Moll (1907 bis 1995) schuf eine kaufmännische Weiterbildung nach der Lehre speziell für den Nachwuchs im Kfz-Gewerbe. Am 1. September 1963 begann der erste Jahrgang mit 26 Schülern in zwei Klassen noch als Fachzweig der privaten Höheren Handelsschule Calw (Spöhrerschule). In den 1960er Jahren wuchs das Gewicht des Zweiges an der Schule.
Im Jahr 1966 übernahm der vorgenannte Verein die Trägerschaft der Schule, und 1979 traten Landesverbände des ZDK in den Trägerverein ein, was zum endgültigen Umbau der Schule zu einer Kfz-Fachschule führte. In den Jahren 1981 und 1982 erfolgte der Neubau des Schulgebäudes in Calw. Ab dann firmierte die Einrichtung als Bundesfachschule für Betriebswirtschaft im Kfz-Gewerbe (BFC).
Nach der deutschen Wiedervereinigung legte die BFC im Jahr 1990 Sonderlehrgänge für Kfz-Unternehmer aus dem Gebiet der ehemaligen DDR auf. Im Folgejahr begann die Kooperation mit der US-amerikanischen Northwood University. 1994 kam ein zweites Schulungsgebäude mit Standort in Northeim hinzu. Ein Jahr später ließ sich die BFC nach ISO 9001 für die Planung und Durchführung von Weiterbildungen im Kfz-Gewerbe zertifizieren. Beide Schulstandorte sind 2015 in Northeim zusammengeführt worden.

## Aufstiegsfortbildung

### Voraussetzungen
Ein Platz an der BFC verlangt eine abgeschlossene kaufmännische oder gewerblich-technische Ausbildung im Kfz-Gewerbe oder die Meisterprüfung im Kfz-Techniker-Handwerk. Die Schule akzeptiert auch Bewerber mit rein technischer Ausbildung oder Bewerber ohne beruflichen Abschluss jedoch mit mindestens sechsjähriger Berufserfahrung, nachdem sie einen betriebswirtschaftlichen Vorkurs und eine Projektphase durchlaufen haben.

### Weiterbildungsdauer und -inhalte
Die Weiterbildung ist in zwei Semester gegliedert und dauert elf Monate (Vollzeit). Gegenüber dem klassischen Hochschulstudium ist die Arbeit an der BFC mehr praxisorientiert. Der Unterricht gliedert sich in sechs Handlungsfelder gemäß Prüfungsordnung:
- Handlungsfeld 1: Rechnungswesen/Controlling
- Handlungsfeld 2: Betriebswirtschaftslehre, Marketing und EDV/Auto
- Handlungsfeld 3: Unternehmensführung im Kraftfahrzeuggewerbe (KUF)
- Handlungsfeld 4: Arbeitsrecht, Wirtschaftsrecht, Steuerlehre
- Handlungsfeld 5: Volkswirtschaftslehre
- Handlungsfeld 6: Personalführung

Studierende können weitere Qualifikationen in Führungs- und Verhaltenstraining sowie Rhetoriktraining erwerben. Wahlfreie Zusatzfächer sind Automobiltechnik, Englisch und Betriebliche Kommunikation.

### Abschlüsse
Die Vollzeit-Fortbildung an der BFC endet mit der öffentlich-rechtlichen Prüfung und dem Abschluss „Betriebswirt/in im Kraftfahrzeuggewerbe (HWK)“. Im Fernstudium kann der Abschluss zum zertifizierten Automobil-Ökonom absolviert werden. Die Prüfungen des Vollzeitprogramms werden von der Handwerkskammer Hildesheim-Südniedersachsen abgenommen.

## Zusatzqualifikationen

### Teil III der Meisterprüfung
Mit dem Abschluss „Betriebswirt/in im Kraftfahrzeuggewerbe (HWK)“ wird automatisch Teil III der Meisterprüfung im Kfz-Techniker-Handwerk erlangt.

### Teil IV der Meisterprüfung
Nach dem Berufsbildungsgesetz (BBiG) dürfen Betriebe im Regelfall nur dann ausbilden, wenn sie Ausbilder mit bestandener Ausbildereignungsprüfung und fachlicher Eignung beschäftigen. BFC-Absolventen können die AdA-Prüfung (Ausbildereignungsprüfung) anschließen. Der AdA-Schein wird für zukünftige Meisterschüler als Teil IV der Meisterprüfung anerkannt.

## Partner-Hochschulen
Der BFC-Abschluss ermöglicht ein weiterführendes Studium mit den Abschlüssen Bachelor of Business Administration, Bachelor of Arts und Master of Business Administration aufzunehmen. Die BFC-Ausbildung wird bei kooperierenden Hochschulen auf ein anschließendes Studium angerechnet und führt damit zu einer verkürzten Studienzeit. Zu den kooperierenden Schulen gehören:
- Northwood University, USA
- Akademie für Unternehmensmanagement (AFUM), Monheim am Rhein